# تناوب نسل

دیاگرام نشان‌دهنده جایگزینی نسل‌ها بین یک diploid sporophyte (پایین) و یک haploid gametophyte (بالا)

تناوب نسل یا تناوب تولید نسل‌ها (به انگلیسی: Alternation of generations)، که به آن متاژنسیس (metagenesis) هم گفته می‌شود، نوع چرخه زندگی در گیاهان و جلبک‌هایی در آرکئاپلاستید، و باستان‌گیاهیان (Archaeplastida) و ناجورتاژَکان (stramenopiles یا heterokonts) Heterokontophyta است که دارای مراحل متفاوتی از هاپلوئیدیِ جنسیِ تکی (تک‌نما)، و غیر جنسیِ دوگانه هستند.
در این گروه‌ها یک گامتوفیت چند یاخته‌ای، که هاپلوئیدی با n کروموزوم است، با اسپوروفیت چند یاخته‌ای متناوب تی‌شود که دیپلوئید با 2n کروموزوم، ساخته شده از n جفت است. یک اسپوروفایت بالغ هاگ‌هایی بوسیلهٔ میوز تولید می‌کند؛ فرایندی که تعداد کروموزوم‌ها را به نصف، از 2n به n کاهش می‌دهد.